# 2. Schachbundesliga (Österreich)
Die 2. Schachbundesliga ist die zweithöchste Spielklasse im österreichischen Mannschaftsschach.

## Organisationsform
Die 2. Bundesliga besteht aus den drei Staffeln West, Mitte und Ost. In jeder Staffel bestreiten zwölf Mannschaften ein einfaches Rundenturnier. Vereine der Landesverbände Burgenland, Niederösterreich und Wien spielen in der Staffel Ost, Vereine der Landesverbände Kärnten, Oberösterreich und Steiermark in der Staffel Mitte und Vereine der Landesverbände Salzburg, Tirol und Vorarlberg in der Staffel West. Die drei Staffelsieger steigen in die 1. Bundesliga auf, insgesamt steigen neun Mannschaften aus der 2. Bundesliga ab und werden durch die Sieger der neun Landesligen ersetzt. Über die Endplatzierung entscheidet zunächst die Anzahl der Mannschaftspunkte (2 Punkte für jeden gewonnenen Mannschaftskampf, 1 Punkt für jeden unentschiedenen Mannschaftskampf, 0 Punkte für jeden verlorenen Mannschaftskampf), anschließend die Anzahl der Brettpunkte (1 Punkt für jede Gewinnpartie, 0,5 Punkte für jede Remispartie, 0 Punkte für jede Verlustpartie). Pro Verein ist maximal eine Mannschaft in der 2. Bundesliga spielberechtigt.
Pro Mannschaft dürfen 14 Spieler plus bis zu zwei Jugendspieler gemeldet werden. Die Rangfolge ist vor der Saison verbindlich festzulegen. Grundsätzlich muss die Rangliste nach Spielstärke gemeldet werden, allerdings ist eine abweichende Rangliste zulässig, sofern kein Spieler über 200 Elo-Punkte mehr hat als ein vor ihm gemeldeter Spieler. Eine Ausländerbeschränkung besteht nicht. Die Bedenkzeit beträgt 90 Minuten für die ersten 40 Züge und 30 Minuten bis zum Partieende; ab dem ersten Zug erhält jeder Spieler zudem eine Zeitgutschrift von 30 Sekunden pro Zug bis zum Ende der Partie. Ein Remisangebot ist erst ab dem 30. Zug zulässig.

## Geschichte
Nach Gründung der Staatsliga waren zunächst die Landesligen der neun Verbände die zweithöchste Spielklasse. Zur Saison 1979/80 schlossen sich die Verbände Tirol, Vorarlberg und Salzburg zur Westliga zusammen, zwei Jahre später folgte die Gründung der Ostliga der Verbände Niederösterreich, Oberösterreich und Burgenland, zuletzt wurde die Südliga der Verbände Kärnten und Steiermark gegründet. Zur Saison 1986/87 schloss sich der Wiener Verband der Ostliga an.
Ab der Saison 1989/90 trug die Spielklasse den Namen Staatsliga B. Zur Saison 1998/99 wurde die Staatsliga B um die Staffel Mitte erweitert, die aus Vereinen aus Salzburg und Oberösterreich bestand. Seit der Saison 2002/03 besteht die Klasse aus den drei Staffeln West, Mitte und Ost, seit der Saison 2003/04 trägt sie die Bezeichnung 2. Bundesliga.
Bis 1988 stieg nur eine Mannschaft in die Staatsliga auf, von 1989 bis 2002 zwei Mannschaften, so dass die Staffelsieger (von 1987 bis 1998 außerdem der Zweite der Oststaffel) bis 2002 ein Aufstiegsturnier spielten. Seit der Saison 2002/03 steigen die Staffelsieger direkt auf.

## Sieger

### Bis 1989
| Saison  | West                 | Ost                       | Süd                  |
| ------- | -------------------- | ------------------------- | -------------------- |
| 1979/80 | Bregenz              |                           |                      |
| 1980/81 | Bischofshofen        |                           |                      |
| 1981/82 | Salzburger SK Mozart | ATSV Stein/Steyr          |                      |
| 1982/83 | Inter Salzburg       | ATSV Stein/Steyr          |                      |
| 1983/84 | SK Dornbirn          | Wiener Neustädter SV      |                      |
| 1984/85 | Inter Salzburg       | SC Traun 67               | SV Villach           |
| 1985/86 | ASK Salzburg         | SC Traun 67               | SK Wolfsberg         |
| 1986/87 | Inter Salzburg       | VÖEST Linz II. Mannschaft | TSV Hartberg         |
| 1987/88 | SK Schwaz            | SK Länderbank Baden       | SV Waagner-Biro Graz |
| 1988/89 | SK Absam             | SC Traun 67               | SK Concordia Graz    |

Anmerkung: Aufsteiger zur Staatsliga beziehungsweise Staatsliga A sind durch Fettdruck markiert.

### 1989 bis 2003 als Staatsliga B
| Saison    | West                 | Ost                          | Süd                                          | Mitte                |
| --------- | -------------------- | ---------------------------- | -------------------------------------------- | -------------------- |
| 1989/90   | Inter Salzburg       | SK Margareten                | Styria Graz                                  |                      |
| 1990/91   | SK Hohenems          | SK Margareten II. Mannschaft | SV Waagner-Biro Graz                         |                      |
| 1991/92   | SK Absam             | SK Margareten II. Mannschaft | SK Fürstenfeld                               |                      |
| 1992/93   | Salzburger SK Mozart | ESV Attnang-Puchheim         | Straßenbahn Graz                             |                      |
| 1993/94   | SK Hohenems          | SC Fischer Wien              | ESV Austria Graz                             |                      |
| 1994/95   | SK Hohenems          | SC Donaustadt                | ESV Austria Graz                             |                      |
| 1995/96   | SK Absam             | SC Donaustadt                | SK Pinggau-Friedberg                         |                      |
| 1996/97   | SK Sparkasse Absam   | SK Austria Wien              | RbEJ Gleisdorf                               |                      |
| 1997/98   | Hypo Kufstein        | SK Loosdorf                  | Raika Gamlitz                                |                      |
| 1998/99   | Raika Zell/Zillertal | SK Austria Wien              | Straßenbahn Graz                             | Salzburger SK Mozart |
| 1999/2000 | SK Sparkasse Absam   | Austria Wien Husek           | Union Raika Gamlitz/Leutasch                 | VÖEST Linz           |
| 2000/01   | SC Sparkasse Jenbach | SV Tschaturanga              | SC Die Klagenfurter                          | Wüstenrot Salzburg   |
| 2001/02   | SK Sparkasse Absam   | SV Tschaturanga              | Spielgemeinschaft Raika Trofaiach/Niklasdorf | Wüstenrot Salzburg   |
| 2002/03   | Sparkasse Schwarzach | Wiener Neustädter SV         |                                              | Union Ansfelden      |

Anmerkung: Die fett markierten Mannschaften haben sich im Aufstiegsturnier für die Staatsliga A qualifiziert.

### Seit 2003 als 2. Bundesliga
| Saison  | West                                      | Ost                                     | Mitte                                                 |
| ------- | ----------------------------------------- | --------------------------------------- | ----------------------------------------------------- |
| 2003/04 | Zillertal                                 | SK Donau Schach Mattes                  | Styria Graz                                           |
| 2004/05 | SK Hohenems II. Mannschaft                | ASVÖ Wulkaprodersdorf                   | MPÖ Maria Saal                                        |
| 2005/06 | Spielgemeinschaft SK Absam/Innsbrucker SK | SK Baden                                | SK Leoben                                             |
| 2006/07 | Spielgemeinschaft Mayrhofen/Zillertal     | OMV Pamhagen                            | Styria Graz II. Mannschaft                            |
| 2007/08 | Sparkasse Jenbach                         | Husek Wien                              | ASVÖ Raika St. Veit/Glan                              |
| 2008/09 | Spielgemeinschaft Mayrhofen/Zillertal     | ASVÖ SK Lackenbach                      | SK Fürstenfeld                                        |
| 2009/10 | SIR Salzburg                              | ASVÖ VHS Pöchlarn                       | SV Signum Siebdruck St. Veit/Glan                     |
| 2010/11 | Hypo Kufstein                             | SK Zwettl                               | SV Raika Rapid Feffernitz                             |
| 2011/12 | SK Absam                                  | Husek Wien                              | Union Ansfelden                                       |
| 2012/13 | SIR Salzburg                              | ASVÖ Pamhagen                           | SV Wolfsberg                                          |
| 2013/14 | Zillertal                                 | SK Zwettl                               | Spielgemeinschaft Grieskirchen/Sedda Bad Schallerbach |
| 2014/15 | Schachclub Götzis                         | Spielgemeinschaft Hietzing/Ottakring    | MPÖ Maria Saal II. Mannschaft                         |
| 2015/16 | Schachklub Bregenz                        | ASVÖ Pamhagen                           | MPÖ Maria Saal II. Mannschaft                         |
| 2016/17 | SIR Salzburg                              | ASVÖ Pamhagen                           | Spielgemeinschaft Grieskirchen/Schallerbach           |
| 2017/18 | SK Hohenems II. Mannschaft                | SC Data Technology Pressbaum/Eichgraben | Union Ansfelden                                       |
| 2018/19 | Schachklub Bregenz                        | SK Sparkasse Bad Vöslau                 | Spielgemeinschaft Fürstenfeld/Hartberg                |
| 2019/20 | SK Absam                                  | ASVÖ Pamhagen 1                         | Spielgemeinschaft Grieskirchen/Schallerbach 1         |
| 2020/21 | 2                                         | 2                                       | SK Pinggau/Friedberg                                  |
| 2021/22 | Schach ohne Grenzen                       | SV Tschaturanga                         | ASV Linz                                              |

## Aufsteiger zur Staatsliga A beziehungsweise 1. Bundesliga
Neben den in den Tabellen markierten Mannschaften sind bis 2002 folgende Vereine in die Staatsliga A aufgestiegen:
- 1980 stieg mit dem SK St. Pölten der Sieger der Landesliga Niederösterreich auf.
- 1981 stieg mit dem SK Austria Wien der Sieger der Wiener Landesliga auf.
- 1984 stieg mit dem SK Flötzersteig-Breitensee der Sieger der Wiener Landesliga auf.
- 1985 stieg mit dem SC Donaustadt der Sieger der Wiener Landesliga auf.
- 1987 stieg der SK Flötzersteig-Breitensee auf, der in der Ostliga den zweiten Platz belegt hatte.
- 1989 stieg der SK Baden auf, der in der Staatsliga B Ost den zweiten Platz belegt hatte.
- 1991 stiegen mit dem SC Traun 67 und dem ATSV Stein/Steyr der Zweit- und Drittplatzierte der Staatsliga B Ost auf.
- 1992 stieg mit dem Wiener Neustädter SV der Zweite der Staatsliga B Ost auf.
- 1994 stieg mit dem SK VÖEST Linz der Zweite der Staatsliga B Ost auf.
- 1996 stieg die Spielgemeinschaft Ottakring/Sandleiten auf, die in der Staatsliga B Ost den zweiten Platz belegt hatte.

Seit der Saison 2002/03 steigt grundsätzlich der Staffelsieger in die 1. Bundesliga auf, Ausnahmen gab es in den folgenden Jahren:
- 2005 war die zweite Mannschaft des SK Hohenems nicht aufstiegsberechtigt, ihren Platz nahm der Zweitplatzierte SK Götzis ein.
- 2007 war die zweite Mannschaft von Styria Graz nicht aufstiegsberechtigt, ihren Platz nahm der Zweitplatzierte SC Gleisdorf ein.
- 2013 verzichtete ASVÖ Pamhagen auf den Aufstieg, ebenso der Zweitplatzierte Raiffeisen Währing, so dass aus der Ost-Staffel der Drittplatzierte SV Tschaturanga aufstieg.
- 2014 verzichtete der SK Zwettl auf den Aufstieg, den Platz nahm der Zweitplatzierte ASVÖ Pamhagen ein.
- 2015 war die zweite Mannschaft von MPÖ Maria Saal nicht aufstiegsberechtigt, ihren Platz nahm der Zweitplatzierte Spielgemeinschaft Sauwald ein.
- 2016 war die zweite Mannschaft von MPÖ Maria Saal nicht aufstiegsberechtigt, ihren Platz nahm der Zweitplatzierte ASK Case IH SteyrSt. Valentin ein. ASVÖ Pamhagen verzichtete auf den Aufstieg, den Platz nahm der Zweitplatzierte Blackburne Nickelsdorf ein.
- 2018 war die zweite Mannschaft des SK Hohenems nicht aufstiegsberechtigt, ihren Platz nahm der Zweitplatzierte Spielgemeinschaft Mayrhofen/Zell/Zillertal ein.
- 2021 war wegen der COVID-19-Pandemie weder Aufstieg noch Abstieg vorgesehen.